# Liste der Kulturgüter in Gondiswil
Die Liste der Kulturgüter in Gondiswil enthält alle Objekte in der Gemeinde Gondiswil im Kanton Bern, die gemäss der Haager Konvention zum Schutz von Kulturgut bei bewaffneten Konflikten, dem Bundesgesetz vom 20. Juni 2014 über den Schutz der Kulturgüter bei bewaffneten Konflikten sowie der Verordnung vom 29. Oktober 2014 über den Schutz der Kulturgüter bei bewaffneten Konflikten unter Schutz stehen.
Es sind weder A-Objekte noch B-Objekte auf dem Gemeindegebiet ausgewiesen, Objekte der Kategorie C fehlen zurzeit (Stand: 15. Februar 2024). Unter übrige Baudenkmäler sind Objekte zu finden, die im Bauinventar des Kantons Bern als «schützenswert» verzeichnet sind.

## Übrige Baudenkmäler
Hinweis: Als Objekt-Identifikator (ID) wird die Grundstücksnummer verwendet.
| ID  | Foto |                                                                                              | Objekt                                            | Typ | Standort                          | Beschreibung |
| --- | ---- | -------------------------------------------------------------------------------------------- | ------------------------------------------------- | --- | --------------------------------- | ------------ |
| 39  | ja   | Datei hochladen · Wikidata zu Gemeindehaus mit Kirchenlokal (2. Hälfte 19. Jh.) (Q117128825) | Gemeindehaus mit Kirchenlokal (2. Hälfte 19. Jh.) | G   | Dorf 48 632876 / 221666           |              |
| 84  | BW   | Datei hochladen                                                                              | Speicher (1657)                                   | G   | Hinterdorf 33a 632890 / 221907    |              |
| 102 | BW   | Datei hochladen                                                                              | Mühle (1795)                                      | G   | Mühle 129 632928 / 221311         |              |
| 184 | BW   | Datei hochladen                                                                              | Gasthof Bären (1785)                              | G   | Dorf 41 632884 / 221805           |              |
| 191 | BW   | Datei hochladen                                                                              | Bauernhaus (1821)                                 | G   | Staldershaus 101 632306 / 221356  |              |
| 374 | BW   | Datei hochladen                                                                              | Speicher (1820)                                   | G   | Brausmatt 28a 632447 / 222254     |              |
| 384 | ja   | Datei hochladen · Wikidata zu Speicher (1809) (Q124544511)                                   | Speicher (1809)                                   | G   | Dorf 45a 632895 / 221691          |              |
| 460 | BW   | Datei hochladen                                                                              | Stöckli (1814)                                    | G   | Freibach 86a 631885 / 221805      |              |
| 463 | BW   | Datei hochladen                                                                              | Speicher (1752)                                   | G   | Freibach 86c 631939 / 221788      |              |
| 662 | BW   | Datei hochladen                                                                              | Wohnstock (um 1830)                               | G   | Dorf 42a 632898 / 221742          |              |
| 663 | BW   | Datei hochladen                                                                              | Wohnstock (1828)                                  | G   | Dorf 46 632905 / 221719           |              |
| 694 | BW   | Datei hochladen                                                                              | Speicher (1717)                                   | G   | Staldershaus 106a 632210 / 221318 |              |
| 722 | BW   | Datei hochladen                                                                              | Bauernhaus (1839)                                 | G   | Brüggenweid 123 631750 / 220071   |              |
| 867 | BW   | Datei hochladen                                                                              | Bauernhaus (1818)                                 | G   | Am Bach 93 632612 / 221634        |              |

Hinweis zur Legende: Anstelle der KGS-Nummer wird als Objekt-Identifikator (ID) die Grundstücksnummer verwendet.